# Margaret Gibson
Ella Margaret Gibson (14 de septiembre de 1894 – 21 de octubre de 1964)  fue una actriz de teatro y cine mudo estadounidense que interpretó papeles principales en películas wéstern de Vitagraph, frecuentemente junto con William Clifford. También apareció con Charles Ray en The Coward (1915) y más tarde trabajó en dos películas wéstern con William S. Hart: The Money Corral y Sand!. En su lecho de muerte, en 1964, confesó haber asesinado al director William Desmond Taylor en 1922.
En ocasiones, Gibson aparecía bajo al menos otros siete nombres, como Patricia Palmer, Patsy Palmer, Margie Gibson, Marguerite Gibson, Ella Margaret Lewis, Ella Margaret Arce o Pat Lewis. Actuó en 147 películas entre 1913 y 1929.

## Familia
Gibson era hija de Ellsbarry James Gibson, músico de ascendencia escocesa-irlandesa, y Celia Ella Fisher, una vocalista de ascendencia inglesa. Tenía dos hermanos mayores, Forest y Edna. Según cuenta ella misma, los padres de Gibson habían trabajado en el mundo del espectáculo.

## Carrera
Comenzó su carrera en el teatro a los 12 años, cuando su padre supuestamente la abandonó y ella se quedó como único medio de sustento de su madre. Gibson actuó en el Pantages Vaudeville Circuit durante más de dos años. En 1909 pasó a formar parte de la Theodore Lorch Stock Company de Denver, donde interpretó una gran variedad de papeles. Inició su carrera en la industria cinematográfica en 1912, trabajando para Vitagraph en Santa Mónica, donde permaneció tres años. Durante seis meses de este periodo, Taylor actuó en el mismo estudio e hicieron cuatro películas juntos: The Love of Tokiwa, The Riders of Petersham, The Kiss, y A Little Madonna.

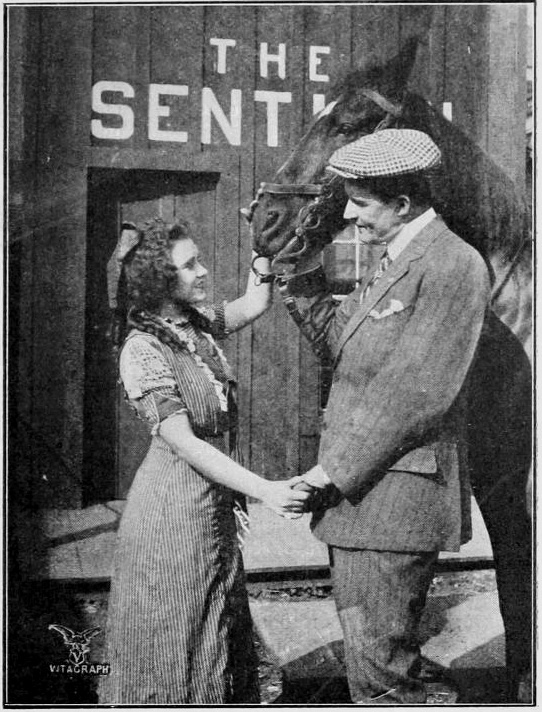
Fotograma de la película de Vitagraph de 1914 "The Riders of Petersham", con Margaret Gibson y William Desmond Taylor

 Un artículo publicado en Variety al año siguiente señalaba que la joven estrella de cine de 19 años había comprado un bungalow con vistas al océano Pacífico en Santa Mónica. En 1915, dejó Vitagraph y se fue a Thomas Ince Film Company, donde interpretó un pequeño papel secundario en The Coward, la película que convirtió a Charles Ray en una estrella. Posteriormente tuvo papeles secundarios en muchos cortometrajes cómicos y fue objeto de varios artículos promocionales en revistas para aficionados.

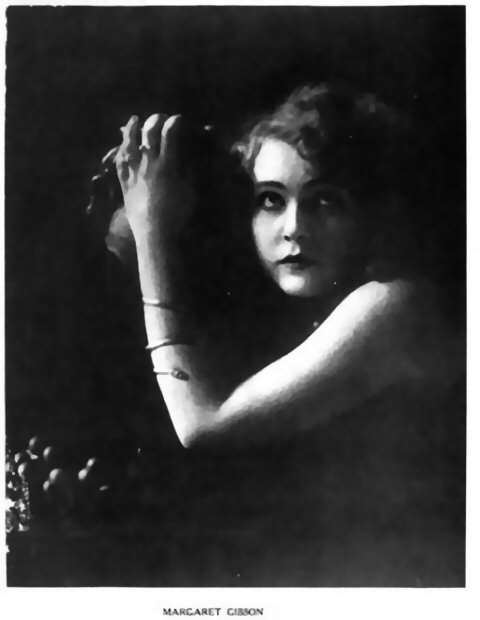
Gibson en Motion Picture Magazine, 1915

Su primer papel protagonista después de Vitagraph fue en The Soul's Cycle (1916), de Mutual Masterpicture, en la que interpretó a una atractiva doncella romana y a una moderna heredera neoyorquina. Otros papeles destacados fueron los protagonistas de The Riders of Petersham, Back to Eden, y The Outlaw.
En 1917, Gibson fue detenida por vagabundear en circunstancias que incluían acusaciones de tráfico de drogas (opio). Tras un juicio público al que asistió una gran cantidad de público, la popular actriz, que "durante los intermedios... era el centro de un grupo de mujeres jóvenes", fue absuelta, pero la publicidad la obligó a cambiar discretamente su nombre artístico por el de Patricia Palmer (entre otros nombres). Siguió trabajando en películas, pero tuvo pocos papeles protagonistas. Gibson obtuvo muchos papeles secundarios, incluida una breve aparición en The King of Kings.

### Arresto en 1923
El 2 de noviembre de 1923 (21 meses después del asesinato de Taylor), Gibson fue detenida en su domicilio de 2324 North Beachwood Drive, Los Ángeles, California, acusada de un delito federal relacionado con una presunta red de chantaje y extorsión a escala nacional. Posteriormente fue acusada de extorsión y violación del artículo 145 del Código Penal Federal. George W. Lasher dijo a las autoridades que había pagado a Gibson $1155 para evitar ser procesado por una supuesta violación de la Ley Mann. También se dijo que Gibson estaba relacionada con dos chantajistas convictos que se habían declarado culpables la semana anterior de extorsionar $10.000 al banquero de Ohio John L. Bushnell. En medio de toda la publicidad que siguió a su detención, se la mencionó tanto como Margaret Gibson como Patricia Palmer. Más tarde, la fiscalía retiró los cargos. Durante los seis años siguientes, trabajó esporádicamente en papeles secundarios, pero la transición de la industria al cine sonoro supuso el fin de la frustrada carrera de Gibson.[cita requerida]

## Matrimonio y vida posterior
En 1935, por razones desconocidas, "huyó" a Singapur, donde se casó con Elbert Lewis, auditor de la Socony-Vacuum Oil Company (posteriormente fusionada con Mobil Oil). Se desconoce cómo se conocieron. Según la documentación disponible, se supone que se conocieron en el muelle cuando ella llegó a Singapur. Sin embargo, en una carta fechada el 8 de febrero de 1942, Elbert escribió: "Recuerdas, querida, la mañana de tu primera llegada a Singapur, hace siete dulces años, cuando empujé todos los barcos fuera del puerto para que tu barco pudiera entrar?", lo que podría ser una metáfora romántica o una insinuación de que la estaba esperando allí (en la misma carta se menciona a un personaje femenino claramente metafórico al que llama "Elfin", al que Elbert atribuye mucha "buena suerte" que al parecer cree que tuvieron en el pasado).
Las cartas conservadas indican que el matrimonio era estable y que ella no tenía intención de regresar a Estados Unidos. La pareja, de mediana edad, habló de retirarse en Sudáfrica o Australia. Mientras tanto, se desplazaban constantemente por la zona del golfo de Bengala, en el océano Índico, pasando por Ceilán, India, Birmania, los asentamientos del Estrecho y Java. En 1940, a la edad de 45 años, Gibson se vio afectado por una infección de vejiga, cuyo tratamiento médico no estaba disponible en la región. Con Europa abrumada por la guerra y el paso a Sudáfrica y Australia amenazado por las operaciones navales alemanas, regresó a regañadientes sin su cónyuge a Los Ángeles y fue operada dos veces en el Hospital de Hollywood. Su esposo Elbert Lewis murió cuando los japoneses bombardearon las instalaciones petrolíferas de Socony-Vacuum en Penang, Colonias del Estrecho (actual Malasia), el 15 de marzo de 1942.
En 1949, Gibson se mudó a una casa pequeña y escasamente amueblada en el 6135 de Glen Oak St. en Hollywood Hills, cerca de Beachwood Village, cerca de donde había tenido propiedades residenciales durante la década de 1920. Vivía muy modestamente con una pensión de viudedad bajo el nombre de Pat Lewis, al parecer casi nunca salía de la casa (que estaba detrás de una espesa vegetación), limitaba sus actividades principalmente a la jardinería, tenía un gato gris oscuro llamado Rajah y hacía que le trajeran la compra.

## Confesión y muerte
El 21 de octubre de 1964, cuando aún vivía en Hollywood, Gibson sufrió un ataque al corazón en su casa. Presintiendo que se moría, Gibson—que se había convertido recientemente al catolicismo—pidió la presencia de un sacerdote y confesó a sus vecinos el asesinato del director de cine William Desmond Taylor, ocurrido el 1 de febrero de 1922.
Al parecer, Gibson había hecho comentarios similares la noche anterior mientras veía un programa de televisión local, Ralph Story's Los Angeles. En el programa se emitió un breve segmento sobre el asesinato sin resolver de Taylor 40 años antes, en el que Ralph Story dijo que la policía "debería resolver el asesinato de Taylor en los próximos 90 días". Gibson "se puso histérica y soltó que ella lo había matado y que creía que hacía tiempo que lo había olvidado".
Gibson se encontraba en Los Ángeles en el momento del asesinato, pero su nombre nunca se mencionó durante la investigación y ninguna documentación conservada hace referencia a ninguna relación entre Taylor y ella después de 1914. La confesión de Gibson no entra en conflicto con los datos históricos conocidos. Dado su documentado historial de arrestos, los comentarios supuestamente extraños de Taylor en las semanas previas a su asesinato y otras pruebas circunstanciales, el motivo inferido estaría relacionado con el chantaje a raíz del escándalo de Roscoe Arbuckle, durante el cual la vida privada de la mayoría de los famosos de Hollywood podía caer fácilmente bajo un escrutinio público altamente sensacionalista.
Todos los archivos policiales y las pruebas físicas relacionadas con el asesinato de Taylor habían desaparecido en 1940, y aparte de las pruebas circunstanciales, no ha surgido ninguna confirmación independiente de la implicación de Gibson en el mismo. Margaret Gibson está enterrada en el cementerio de Holy Cross en Culver City, California.

## Filmografía
A lo largo de su carrera, Gibson apareció en muchas películas bajo al menos seis nombres diferentes. Sin embargo, en la mayoría de los casos, sólo aparecía bajo dos nombres, primero como Margaret Gibson y más tarde como Patricia Palmer.

### como Margaret Gibson
| - The Sea Maiden (1913) - The Wrong Pair (1913) - The Yellow Streak (1913) - The Spell (1913) - Old Moddington's Daughters (1913) - Sunny; or, The Cattle Thief (1913) - The Race (1913) - The Outlaw (1913) - Bianca (1913) - Any Port in a Storm (1913) - Francine (1914) - The Love of Tokiwa (1914) - The Old Oak's Secret (1914) - Ginger's Reign (1914) - Auntie (1914) - The Ghosts (1914) - The Night Riders of Petersham (1914) - The Kiss (1914) - A Little Madonna (1914) - Tony, the Greaser (1914) - Mareea the Half-Breed (1914) - Out in Happy Hollow (1914) - The Mystery of the Hidden House (1914) - The Last Will (1914) - Only a Sister (1914) - Prosecution (1914) - His Kid Sister (1914) - Detective and Matchmaker (1914) - The Horse Thief (1914) - Brandon's Last Ride (1914) - When the Gods Forgive (1914) - Mareea, the Foster Mother (1914) - Anne of the Mines (1914) - Kidding the Boss (1914) - Sisters (1914) - Love Will Out (1914) - The Navajo Ring (1915) - The Girl at Nolan's (1915) - The Taming of Rita (1915) - A Child of the North (1915) - Almost a Hero (1915) - An Intercepted Vengeance (1915) - The Sea Ghost (1915) - His Mother's Portrait (1915) - The Hammer (1915) | - All on Account of Towser (1915) - The Golden Trail (1915) - A City Rube (1915) - The Siren (1915) - The Protest (1915) - The Coward (1915) - Could a Man Do More? (1915) - The Arab's Vengeance (1915) - The Winning of Jess (1915) - The Homesteaders (1916) - Marta of the Jungles (1916) - The Bait (1916) - A Soul Enslaved (1916) - The Soul's Cycle (1916) - The Heart of Tara (1916) - The Hidden Law (1916) - Public Approval (1916) - The Leopard's Bride aka Nadje's Sacrifice (1916) - Avenged by Lions (1916) - Highlights and Shadows (1916) - A Kaffir's Gratitude (1916) - Clouds in Sunshine Valley (1916) - The Lion's Nemesis (1916) - The Star of India (1916) - A Siren of the Jungle (1916) - The Good-for-Nothing Brat (1916) - The Ostrich Tip (1916) - Fate's Decision (1916) - Destiny's Boomerang (1916) - The Island of Desire (1917) - With the Mummies' Help (1917) - The Milky Way (1917) - A Lucky Slip (1917) - The Fourteenth Man (1917) - He Fell on the Beach (1917) - Skirts (1917) - The Honeymooners (1917) - Her Merry Mix-Up (1917) - Green Eyes and Bullets (1917) - Hearts and Clubs (1917) - Local Color (1917) - Almost Divorced (1917) - Betty Wakes Up (1917) - Their Seaside Tangle (1917) - Rowdy Ann (1919) |

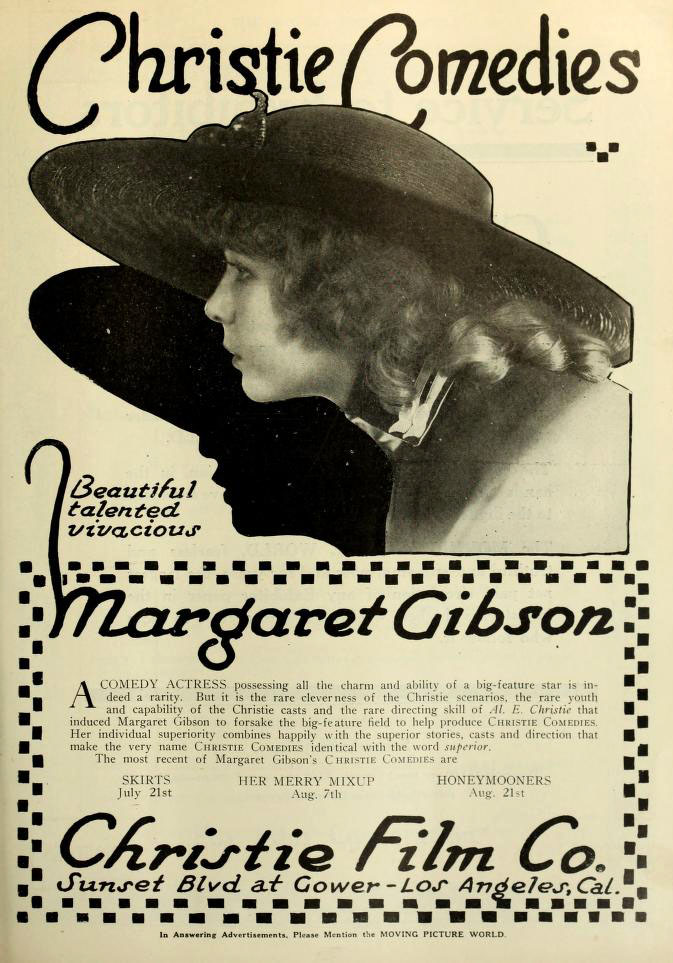
Publicación (1917)

### como Patricia Palmer
| - The Fifth Wheel (1918) - The Moment of Victory (1918) - Dismissal of Silver Phil (1918) - The Home Trail (1918) - By Injunction (1918) - The Woman in the Web (1918) - The Girl from Beyond (1918) - The Coming of Faro Nell (1918) - A Gentleman's Agreement (1918) - The Marquis and Miss Sally (1918) - The Wooing of Riley (1918) - By the World Forgot (1918) - You Couldn't Blame Her (1919) - Sea Sirens (1919) - The Money Corral (1919) - Sally's Blighted Career (1919) - Tell Your Wife Everything (1919) - Oh, My Dear! (1919) - Mary Moves In (1919) - The Faith of the Strong (1919) - Into the Light (1920) - Sand! (1920) - Blondes (1921) | - His Bitter Half (1921) - Mixed Bedrooms (1921) - The Desert Wolf (1921) - Turkey Dressing (1921) - Greater Than Love (1921) - Across the Border (1922) - Rounding Up the Law (1922) - Cold Feet (1922) - The Cowboy King (1922) - The Cowboy and the Lady (1922) - The Web of the Law (1923) - Mr. Billings Spends His Dime (1923) - A Perfect 36 (1923) - To the Ladies (1923) - A Pair of Hellions (1924) - Hold Your Breath (1924) - The Part Time Wife (1925) - Without Mercy (1925) - Who's Your Friend (1925) - The Waster (1926) - Naughty Nanette (1927) - The Little Savage (1929) |

### como Marguerite Gibson
- Polly at the Ranch (1913)

### como Margie Gibson
- The Hammer (1915)

### como Helen Gibson
- Hearts and Clubs (1917)

### como Patsy Palmer
- Dummy Love (1921)

### Sin acreditar
- The King of Kings (1927)
- The Godless Girl (1929)

## Lectura adicional
- Michael G. Ankerich (2017). Hairpins and Dead Ends: The Perilous Journeys of 25 Actresses Through Early Hollywood. BearManor. ISBN 978-1-62933-201-7.